# Гуревич, Игорь Савельевич
Игорь Савельевич Гуревич (род. 15 сентября 1959 года, Москва) — продюсер, режиссёр, сценарист, автор идей и руководитель ряда международных фестивалей, культурных проектов в области джаза, балета, классической и современной музыки. Менеджер, маркетолог, специалист в области рекламы. Председатель правления компании «RosInterFest», глава Консорциума Компаний «Compass Group».

## Биография
Игорь Гуревич родился 15 сентября 1959 года в Москве в еврейской семье. Отец — Гуревич Савелий Израилович, мать — Гуревич Брайна Геннадьевна.
В 1986 году получил высшее образование в Московском Государственном Строительном Университете (бывш. МИСИ им.Куйбышева).
В 1991 году закончил Международную Школу Бизнеса (IBS) при МГИМО МИД.
Прошёл обучение в Центре социокультурных исследований института информатизации общества и развития науки, затем по направлению Министерства культуры СССР стажировался на тему «Государственная культурная политика» в Шведском Институте Культуры в Стокгольме.
Начал менеджерскую деятельность, приняв участие в работе студенческого отряда «Сервис», занимавшегося обслуживанием «Олимпиады — 80»;
В 1986—1987 работал в Государственном внешнеэкономическом концертном объединении (ГОСКОНЦЕРТ), занимался организацией гастролей зарубежных артистов в СССР. В этот период при участии Игоря Гуревича были организованы ряд гастролей исполнителей из США, Италии, Великобритании, проведены крупные концерты на ведущих площадках Москвы, Санкт-Петербурга, Риги, Таллина, Ташкента, в том числе в Москве в Кремлёвском Дворце съездов, Колонном Зале Дома Союзов, Концертном зале «Россия», в Санкт-Петербурге — в Большом Концертном Зале «Октябрьский», Спортивно-Концертном Комплексе (СКК). В преддверии чемпионата мира по футболу в Италии, в Москве с целью международной презентации этого события были запланированы дни культуры Италии и дни Ломбардии в Москве, и Игорь Гуревич был выбран и приглашен итальянской стороной в качестве главного продюсера.
В 1987 году Игорь Гуревич был приглашен работать в Министерство культуры СССР. Работал старшим, затем главным консультантом Дирекции Фестивалей, начальником отдела организации гастролей, вошёл в оргкомитет и принял активное участие в проведении фестиваля «СССР — Индия», в рамках которого организовал гастроли более 3 тысяч исполнителей, включая балетные труппы Большого и Мариинского театров, ансамбль «Березка», Большой Драматический Театр, и многие другие художественные коллективы и исполнители.
В 1991 г. возглавил Дирекцию программ международного культурного центра Министерства культуры России.
С 1992 года возглавлял или входил в оргкомитеты различных международных фестивалей и конкурсов, проходивших в России, США, Болгарии, Испании, Италии, Голландии, Швеции, Франции.
Принимал участие в организации Первого фестиваля демократической России в США, г. Мемфис в 1993 г.
С 1991 года представлял СССР, а затем Россию в FIDOF (Международная Федерация Фестивальных организаций) при ЮНЕСКО. Активно занимался развитием фестивального движения в России, развитием культурных контактов со многими зарубежными странами, в том числе Францией, Испанией, Италией, Китаем, Португалией, США, Швейцарией, Аргентиной, Мексикой, расширением практики международных культурных обменов.
В 1993 основал и возглавил Российское национальное агентство международных фестивалей (РОСИНТЕРФЕСТ). По инициативе Игоря Гуревича был учрежден ряд международных фестивалей, под его руководством был проведен ряд крупнейших культурных акций в России и других странах.
В 1993—1995 годах Игорь Гуревич вместе с Юрием Башметом учредил и проводил Фестиваль Российской Музыкальной Школы «Москва» с участием таких выдающихся российских музыкантов-педагогов, как Ирина Архипова, Галина Одинец и Майя Глезарова, кларнетист Владимир Соколов и пианист Владимир Тропп.
Игорь Гуревич принимал активное участие в организации Международного Балетного Конкурса «Майя» в Санкт-Петербурге, и финальных гала-концертах Конкурса в Большом и Мариинском Театрах.
В 1998 году по решению Торгово-Промышленной палаты РФ и МК РФ был назначен руководителем культурной программы Российской Федерации на Всемирной выставке ЭКСПО-98 в Португалии.
В течение ряда лет был импресарио и продюсером величайшей балерины двадцатого века Майи Плисецкой.
В 2000 г. организовал и провел в Большом и Мариинском театрах юбилейные гала-концерты Майи Плисецкой. В нём, помимо солистов Большого и Мариинского Театров приняли участие солисты миланской «Ла Скала», парижской «Гранд Опера», Большого театра Варшавы, Лейпцигского оперного театра, Литовского оперного театра, Имперского русского балета, Большого театра России, артисты из Швеции, Испании. Эти гала-концерты прошли с огромным успехом и позволили Майе Плисецкой вернуться на сцену Большого после долгого перерыва. Как сказала в своем интервью газете «Аргументы и Факты» сама Плисецкая — «у меня никогда бы не было такого юбилея, если бы не Игорь Гуревич». Совместно с Гедеминасом Таранда создал «Плисецкая-Гала», и организовал гастроли в США, в Нью-Йорке. Автор-составитель альбома «Майя. Поэтический портрет» о творчестве Майи Плисецкой.
Продюсировал и участвовал в создании сценариев ряда телевизионных передач.
Автор идеи проведения и учредитель Всемирного Молодежного Музыкального Форума, основатель «Оркестра Мира». Продюсер и главный режиссёр концерта Оркестра Мира с Валерием Гергиевым на Красной Площади.
Во время Балканского кризиса организовал «Гастроли Дружбы» международного «Оркестра Наций» с миротворческой миссией.
Принимал активное участие в организации мероприятий к 850-летию Москвы, награждён памятной медалью и грамотой Мэра Москвы.
С 1997 г. являлся исполнительным директором с российской стороны Российско-Американского молодежного оркестра под председательством первых леди России и США. В 1997 г. стал обладателем Американского «Золотого диска» и диплома за «Выдающиеся достижения в мировое сообщество».
Премирован почетными дипломами ЮНЕСКО, различными грамотами и почетными знаками.
Под руководством Игоря Гуревича организованы гастроли ведущих оркестров мира, включая Немецкий симфонический оркестр, Берлинский филармонический оркестр, Лондонский Королевский Филармонический Оркестр под управлением таких маститых маэстро как Иегуди Менухин, Клаудио Аббадо, Зубин Мета, Владимир Ашкенази, Мишель Плассон и др.
Совместно с Большим Театром им организованы масштабные гастроли Миланского оперного театра «Ла-Скала», Королевского оперного театра «Ковент-Гарден».
В 2002 году по приглашению Игоря Гуревича после долгого перерыва в России состоялись гастроли выдающегося баритона Дмитрия Хворостовского, который на протяжении ряда лет жил и работал в США, в Метрополитен Опера.
Организовал гастроли ведущих мировых джазовых исполнителей, в том числе Рэя Чарльза и Чика Кориа; гала-концерт «Рождество в Москве» с участием Хосе Каррераса, Пласидо Доминго, Эммы Шаплин и Сиссель Хюрхьебё; концерт Сары Брайтман, гастроли ведущих балетных трупп, в том числе «American Ballet Theatre», «New York City Ballet», самых именитых театров современного танца из Франции, Германии, Голландии, Израиля и др.
В период с 2003 по 2010 год Игорь Гуревич провел такие мероприятия как масштабный фестиваль турецкой культуры в России, гастроли «Лидо де Пари», STOMP, Патрисия Каас, Мирей Матье, Хосе Каррерас и Сара Брайтман, и многих других именитых музыкантов.
Основал Школу Арт-менеджмента и Продюсерского Мастерства для подготовки профессионалов в сфере менеджмента культуры, искусства, рекламы и общественных связей.